# Segelföreningen i Björneborg

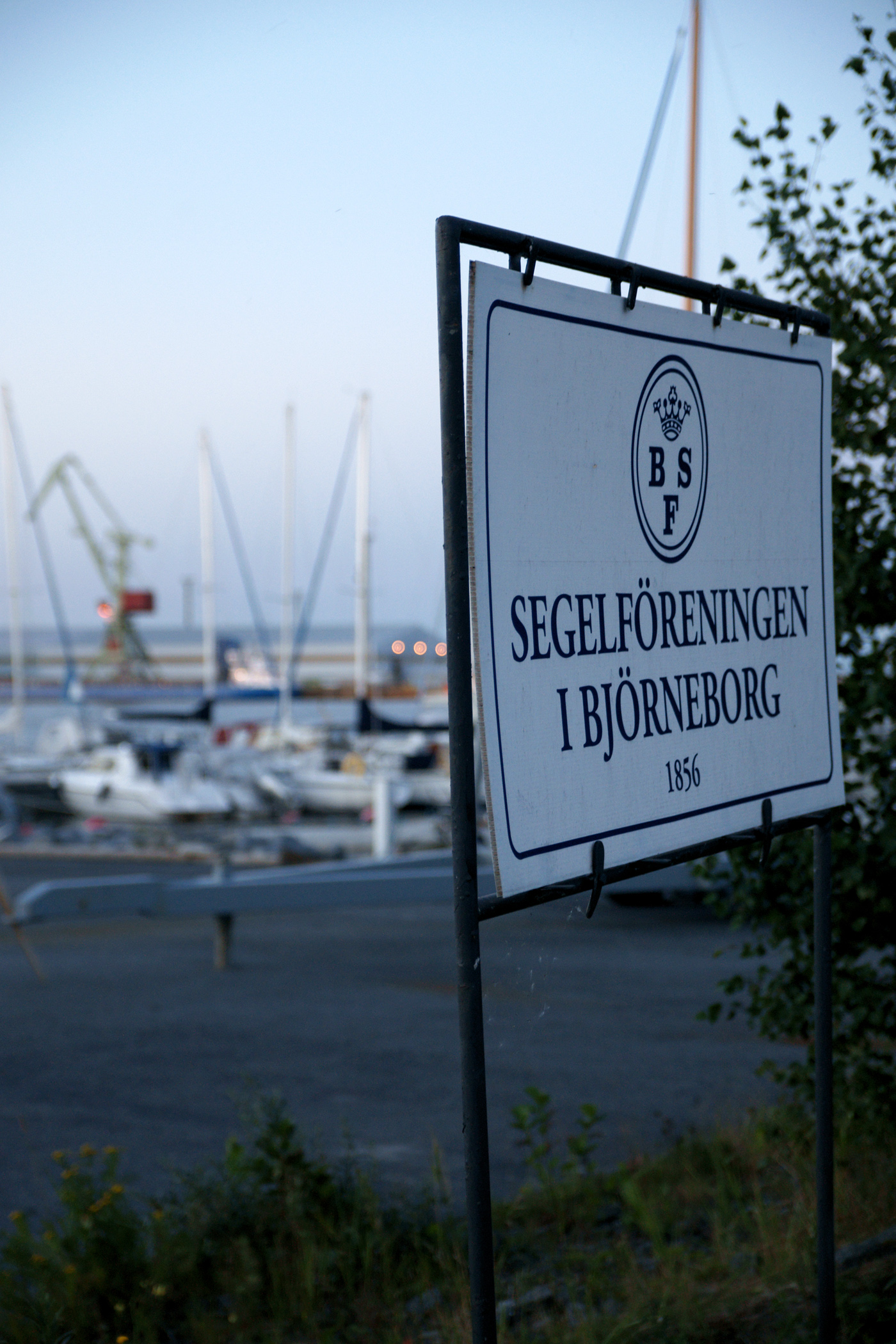
Eingangsschild von BSF am Vereinshafen auf der Halbinsel Kallo.

Segelföreningen i Björneborg (schwedisch, „Segelverein in Björneborg“), kurz BSF, ist ein 1856 in Pori (schwedisch Björneborg) im damaligen Großfürstentum Finnland gegründeter Segelverein. Es ist der älteste Sportverein Finnlands, der heute über 500 Mitglieder hat.
Laut Statuten ist das wichtigste Ziel der Vereinsarbeit, das Segeln und den Bootssport als Hobby zu fördern und seinen Mitgliedern die dafür erforderlichen Fähigkeiten zu vermitteln. Der Heimathafen befindet sich in Mäntyluoto im Stadtteil Kallo und besteht aus einem Jachthafen, einem Restaurantpavillon, Strandpavillons und einer Leuchtturmsauna. Außerdem besitzt der Verein einen Außenhafen für Mitglieder im Schärengarten auf Katavamaa.

## Geschichte
BSF wurde auf Initiative des Björneborger Reeders und Kaufmanns Gustaf („Cappe“) Sohlström gegründet, der zuvor bei einem Besuch in England die Segelregatten von Brighton gesehen hatte. Die Gründung des Clubs wurde schließlich am 26. Januar 1856 von Sohlström und sieben weiteren Männern im Hotel Otava im Stadtzentrum beschlossen. Der Verein wurde in der damals überwiegend schwedischsprachigen Oberschicht der Seefahrts- und Holzhandelsstadt Björneborg – heute im Ausland meist unter ihrem offiziellen finnischen Namen Pori bekannt – schnell populär.
Das erste Vereinsheim des Vereins befand sich auf der Insel Saaris in Ulvila, wurde aber bald nach Lotsbacken südlich des heutigen Stadtzentrums verlegt. 1905 wurde ein neues, größeres Vereinsheim in Björnskärsviken gebaut, um den herum sich später der Außenhafen von Mäntyluoto entwickeln sollte. Weil das Gebäude während des Fortsetzungskriegs zerstört wurde, kaufte der Verein 1946 eine alte Lotsenhütte auf der Landzunge Kallo in Mäntyluoto, die später modernisiert und zu einem Clubhaus mit Restaurant umgebaut wurde.
Am Anfang segelte man mit vereinseigenen, lokal gebauten Booten im Gebiet Sådöfjärden vor Räfsö. Die Vereinsflotte wurde nach erweitert, indem Boote an Mitglieder verlost wurden. In den 1910er Jahren ließen die Mitglieder 22-m²- und 30-m²-Schärenkreuzer bauen. Bei der 75. Jubiläumsregatta konnte BSF dank Förderung durch die  Industriellenfamilie Ahlström mehrere Exemplare der prestigeträchtigen 6-Meter-Klasse präsentieren.
Nach dem Zweiten Weltkrieg dominierte das Wettkampfsegeln in der Einheitsklasse Snipe. Dank guter Bedingungen mit freien Bahnen direkt vor dem Hafen konnte der Verein mehrere Meisterschaften ausrichten. Zum 150-jährigen Vereinsjubiläum 2006 arrangierte BSF zum ersten Mal die Europameisterschaft in der Snipe-Klasse, zum zweiten Mal 2018. 2024 wird BSF die Weltmeisterschaft in der H-Boot-Klasse ausrichten.